# 單層立方上皮
單層立方上皮爲單層扁平上皮及單層柱狀上皮的中間型。由單層立方上皮細胞所構成。高立方狀與低柱狀之間的差別通常是主觀的，且只有描述上的價値而已。在以對基底膜做垂直方向的切面時，因爲上皮細胞呈現四方形，故傳統上將其描述爲立方上皮；然而，若從表面上來看，單層立方上皮通常內襯在小的導管和管道上，可能具有排泄、分泌或吸收等功能。腎臟、唾液腺和胰臟的小收集導管便是此例。
腎臓小型集尿小管之內襯細胞的細胞界限雖然不明顯，但細胞核的形狀可約略提供我們細胞大小和形狀的判斷依據。這些細胞的高度代謝活性反應在其細胞核染色質較散佈。且核仁很明顯。

## 分布位置
可以在腎小管、腺體導管、卵巢、甲狀腺中發現。另外構成男性的細精管、女性的卵巢某些細胞。

## 圖集

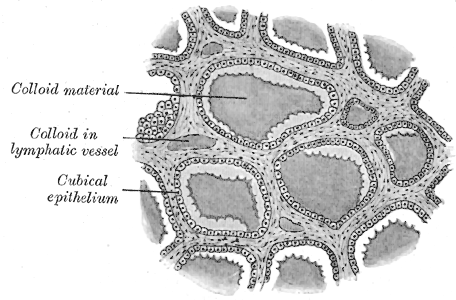
綿羊的甲狀腺部分。 X 160.

## 外部連結
- KansasHistology|epithel|epith03 "甲狀腺" (單層立方上皮細胞)
- Organology at UC Davis TermsCells&Tissues/epithelial/epitypes/epitypes2 – "表皮的各種型態"
- Green H. . Bioessays. September 2008, 30 (9): 897–903. PMID 18693268. doi:10.1002/bies.20797.
- Kefalides, Nicholas A. & Borel, Jacques P. (编). . Gulf Professional Publishing. 2005  [2011-08-12]. ISBN 9780121533564. （原始内容存档于2013-05-09）.
- Nagpal R, Patel A, Gibson MC. . Bioessays. March 2008, 30 (3): 260–6. PMID 18293365. doi:10.1002/bies.20722.
- Yamaguchi Y, Brenner M, Hearing VJ. . J. Biol. Chem. September 2007, 282 (38): 27557–61  [2011-08-12]. PMID 17635904. doi:10.1074/jbc.R700026200. （原始内容 (Review)存档于2020-05-28）.